# Creative Technology
Creative Technology Limited (дословно — «Креативные технологии») — глобальная компания со штаб-квартирой, расположенной на территории городского планировочного района Джуронг-Ист в Сингапуре. Основными направлениями деятельности компании и одновременно основными подразделениями являются разработка, производство и сбыт цифровых звуковых и видеокарт, компьютеров и сопутствующей мультимедиа, а также персональных цифровых развлекательных продуктов.

## История
В начале своей истории Creative была мастерской по ремонту компьютеров, на базе которой Сим Вон Ху создал модуль расширения памяти для компьютера Apple II. Позднее компания занялась сборкой ПК, адаптированных под особенности китайского языка. Одной из особенностей были расширенные звуковые возможности, благодаря чему данные устройства могли воспроизводить речь и мелодии. Успех этого звукового интерфейса воодушевил компанию на создание дискретной звуковой карты.
В 1987 году компания выпускает звуковую карту для IBM PC-совместимых компьютеров Creative Music System (C/MS) с поддержкой 12-голосов, основанную на двух микросхемах Philips SAA 1099. Сразу после этого Сим выезжает из Сингапура в Кремниевую долину, где ведет переговоры с Tandy о запуске продаж его звуковых карт через сеть магазинов её подразделения RadioShack. Тем не менее, карты C/MS проиграли рынок картам AdLib. Creative извлекла из этого урок, и в следующей карте компании — Sound Blaster — помимо звукового устройства C/MS устанавливалась микросхема Yamaha YM3812 (также известная как OPL2) аналогично картам AdLib, а также компоненты для проигрывания и записи цифровых семплов. Creative агрессивно продвигала свой новый продукт, начиная от декларирования стереофонического звучания (в действительности такой возможностью обладал только компонент C/MS, а не весь продукт) и заканчивая использованием для описания встроенного микроконтроллера термина «DSP» (digital sound processor, цифровой процессор звука) в надежде смешения в умах пользователей с термином digital signal processor (цифровой сигнальный процессор). «DSP» данной платы имел возможность кодирования/декодирования ADPCM в реальном масштабе времени, но не имел других свойственных цифровым сигнальным процессорам (ЦСП) качеств.
Карты Sound Blaster от компании стали первым дискретным решением по обработке звука, ставшее широко доступным для компьютеров в целом. Эта карта быстро стала многолетним стандартом де-факто в сфере звуковых карт для ПК, в основном благодаря совмещению в одном устройстве того, что сейчас рассматривается как составляющие подсистемы звука: цифрового звука, встроенного синтезатора музыки, интерфейса MIDI и порта для джойстика. Это продолжалось вплоть до 2000-х годов, когда OEM-производители начали встраивать звуковые устройства непосредственно в материнские платы ПК, и Sound Blaster внезапно стал нишевым продуктом.
В 1989 году были представлены монофонические карты Sound Blaster, а стереофонические — в 1992 году (Sound Blaster Pro). Поддержка таблиц волнового синтеза для MIDI была включена в 16-битные звуковые карты Sound Blaster AWE32 и AWE64 с поддержкой одновременно 32 и 64 голосов соответственно.
К середине 1990-х годов стали очевидны неудачи, связанные с рискованными попытками компании выйти на рынок устройств CD-ROM. Компания была вынуждена списать примерно USD$ 100 млн после краха рынка ввиду наводнения более дешевыми альтернативами.
Компания удачно закрепилась на рынке устройств EISA для ПК, но это положение стало более шатким после того как 14 июля 1997 года Aureal Semiconductor выпустила очень конкурентоспособную звуковую AU8820 Vortex 3D для шины PCI. Тем временем Creative занималась разработкой собственных решений для шины PCI, однако её усилия по адаптации имевшихся решений для PCI не имели значительных успехов. Для возможности быстрого ответа на эту угрозу в январе 1998 года компания приобретает Ensoniq за US$ 77 млн. 5 марта 1998 года компания обращается в суд с иском на Aureal относительно нарушения патентного законодательства в части технологии кэширования MIDI, запатентованной E-mu Systems. Вслед за этим Aureal обратилась со встречным иском, обвиняя Creative в умышленном подрыве деловых отношений, дискредитации, коммерческом вредительстве, нечестной конкуренции с намерением снизить темпы продаж Aureal. Судебный процесс начался через несколько дней сразу после поступления на рынок AU8820 Vortex1 от Aureal.
Первой звуковой картой от Creative для шины PCI стал Sound Blaster Live!, выпущенный в августе 1998 года для конкуренции с ожидавшимся решением AU8830 Vortex2 от Aureal. Для продвижения своей карты Aureal выпустила брошюры, в которых сравнивался новый AU8830 с имеющимся на рынке Sound Blaster Live!. Спецификации микросхем EMU10K1, на которой основан Sound Blaster Live!, и AU8830 из этих брошюр вызвали волну новых исков против Aureal, в которых Aureal обвинялась в искажении и антирекламе возможностей Sound Blaster Live!.
В апреле 1999 года после многочисленных заседаний Aureal добилась благоприятного для себя решения, однако понесенные судебные расходы и отсутствие инвесторов вынудили компанию объявить о банкротстве. Имущество компании было впоследствии выкуплено Creative через Федеральный суд по делам о несостоятельности США за US$ 32 млн. Основным результатом, достигнутым Creative было уничтожение своего основного конкурента в области трехмерного игрового звука, за исключением более позднего приобретения Sensaura.
В апреле 1999 года компания запускает линейку цифровых звуковых проигрывателей Creative NOMAD, позднее ставшая носимыми звуковыми проигрывателями Creative MuVo и Creative Zen. В ноябре 2004 года компания объявила о начале масштабной кампании, оцененной в US$ 100 млн по продвижению своих цифровых звуковых продуктов, включая серию mp3-проигрывателей Zen.
5 января 2001 компания подала заявление о получении патента U.S. Patent 6 928 433, которое было удовлетворено 9 августа 2005 года. Фирма получила патент на изобретение пользовательского интерфейса портативного проигрывателя медиа. Это дало компании потенциальную возможность официально заявить о нарушении патента против интерфейса iPod от Apple и прочих продуктов конкурентов. Компания предприняла действия против Apple в мае 2006 года. Согласно соглашению, заключенному между Creative и Apple, последняя покупала у Creative лицензию на использование патента за US$ 100 млн, а сама Creative становилась одним из участников программы «Made for iPod» (сделано для iPod).
22 марта 2005 года издание The Inquirer сообщило о том, что Creative согласилась урегулировать коллективный иск, поданный на компанию ввиду её методов продвижения звуковых карт Audigy и Extigy. Компания согласилась для пользователей, купивших их продукт, сделать скидку на покупку следующего продукта в размере до US$ 62,50, тогда как юристы, участвовавшие в данном урегулировании, получили приблизительно US$ 470 тыс.
В 2007 году Creative по собственному желанию исключает свои акции из листинга NASDAQ, где её акции обращались под обозначением CREAF. После этого акции компании обращаются исключительно на Сингапурской бирже (SGX-ST). В начале 2008 года произошло сокращение персонала в техническом центре Creative Labs, находящемся в Стилуотер, Оклахома, что стало предметом суждений о финансовом состоянии компании.
В январе 2009 года компания запустила загадочный сайт, заявляющий о процессоре, «подобном стволовым клеткам», превосходящий более чем в 100 раз в своих возможностях имеющиеся технологии, и предназначенный для рынка потребительской трехмерной графики. На мероприятии CES в 2009 году были раскрыты подробности о процессоре ZMS-05 от ZiiLABS, подразделения Creative, сформированного на базе 3Dlabs и отдела Personal Digital Entertainment самой Creative.
В 2012 году Creative достигла соглашения с Intel, по которому последняя получает лицензии на определённые технологии и патенты ZiiLABS Inc. Ltd, полностью находящейся в собственности Creative, а также приобретает за US$ 50 млн некоторые инженерные ресурсы и активы британского подразделения ZiiLABS. При этом ZiiLABS (находясь в собственности у Creative) сохраняет за собой все права на технологии и патенты, касающиеся процессора StemCell, а также продолжает поставку и поддержку серии процессоров ZMS.

## Продукция

### Sound Blaster
Sound Blaster от Creative — один из наиболее узнаваемых брендов индустрии ПК. В 1987 году было выпущенное первое звуковое устройство компании — Creative Music System. В 1988 году это устройство стало распространяться через сеть магазинов RadioShack под названием Game Blaster. Через год компания выпускает оригинальную модель Sound Blaster, имевшую полную совместимость со звуковой картой от AdLib, занимавшей тогда лидирующие позиции на рынке. Это позволило компании к 1992 году в конкурентной борьбе установить полный контроль над рынком звуковых устройств для ПК. Также это стало причиной банкротства AdLib, продукты которой лишились спроса.

### Портативные устройства ZEN и MuVo
Компания использует марку ZEN для обозначения серии своих наладонных устройств. Данные устройства являются «преемниками» проигрывателей NOMAD. Устройства ZEN имеют ряд наград, в том числе три титула CES Best of Show: устройство Creative ZEN Portable Media Center в 2004 году, ZEN MicroPhoto в 2005 и ZEN Vision:M в 2006. Марка MuVo используется для более компактных устройств, основанных на флэш-памяти.

### Видеокамеры Vado
Будучи к этому времени поставщиком вебкамер для ПК и ноутбуков, 8 мая 2008 года компания раскрывает свои планы по началу производства видеокамер Vado. Камеры Vado, мобильные устройства с улучшенной мобильностью, согласно планам компании должны были стать прямым конкурентом устройств наподобие Flip Video. В декабре 2008 компания объявила о выпуске Vado HD — видеокамер с поддержкой стандартов высокой четкости. Эта модель стала одной из первых видеокамер подобного типа с поддержкой стандартов высокой четкости. Vado HD получила положительный приём: издание PC World дало ей рейтинг 89, издание PC Magazine — 4 звезды из 5 и титул «Выбор редакции», а также получила в целом благосклонные комментарии от пользователей Amazon.

### MediaSource
MediaSource от Creative — это программное обеспечение, прилагающееся к таким продуктам компании как Sound Blaster, MuVo и ZEN. Основное его назначение — передача и синхронизация цифровых данных.

### Прочие продукты
- Игровые звуковые системы
- Веб-камеры
- Prodikeys — сочетание компьютерной и музыкальной клавиатуры
- Оптические мыши и клавиатуры
- Наушники, включая вышедшие под марками Sound Blaster и Fatal1ty
- Компьютерная акустика
- Электронные словари (китайский язык)
- Наушники-вкладыши Creative Aurvana
- Беспроводные наушники Creative ZiiSound, а также акустика Creative D200 и Creative D100

### Производство прекращено
- Проигрыватели, приводы и контроллеры CD и DVD
- Видеокарты
- Vado HD

## Удачи и провалы
Заметной неудачей Creative стала попытка в конце 1990-х выйти на рынок производителей приводов DVD. Первые модели встроенных в компьютеры приводов не имели интерфейса IDE и требовали специальной платы-контроллера. Совместить в одной плате звуковую карту и контроллер DVD-привода было удобным технологическим решением и первое время продажи комплектов «звуковая карта — привод DVD» шли неплохо. Неудачным оказалось решение использовать готовые приводы фирмы Samsung, качество которых оказалось невысоким. Последовавшие многочисленные возвраты подорвали доверие потребителя к продукции Creative.

## Инцидент с доработанными драйверами
Creative выпускала драйверы для Windows Vista с урезанной функциональностью, наклеивая на коробки со звуковыми картами стикер «Vista Ready». Дэниэл Каваками доработал официальные драйверы, устранив этот недостаток и доведя уровень Vista-драйверов до уровня таковых для Windows XP. Вице-президент по корпоративным связям Creative Фил О’Шонесси направил Дэниэлу письмо, в котором заявил, что драйверы являются их частной собственностью и никто не имеет право их модифицировать. Дэниел был вынужден прекратить свою работу. Это вызвало резко негативную реакцию пользователей на официальном форуме Creative, множество из которых высказались в защиту Даниэля и пообещали более не покупать карт Creative.

### Бренды и подразделения
- Cambridge SoundWorks
- Creative MuVo
- Creative NOMAD
- Creative ZEN
- Sound Blaster
- Sensaura